# Idioma barí
El barí es un idioma de la familia lingüística chibcha hablada en el noroeste de Sudamérica por los indígenas Motilón-barí. En 1990 había unos 850 hablantes en Colombia y unos 2000 en Venezuela. Landaburu, J. (2005) expresaba que para 2004 la región colombiana del Catatumbo contaba con 3500 hablantes de la lengua Barí. Así mismo, respecto a la familia lingüística Chibcha, infería que probablemente procediera de centro-americana de la cual se tiene registro en Panamá, Costa Rica y Nicaragua. Su nombre proviene del pueblo que encontraron los españoles en la región de Bogotá. Se encuentra emparentada con otras lenguas de Centroamérica, como el teribe, el cabécar, el boruca, el guaymí y el maleku o guatuso (Velásquez, 2014, citando a Constenla, 2006). El vocabulario más antiguo que se conoce de esta lengua fue elaborado por el misionero valenciano Francesc de Catarroja en 1738.
Es una idioma tonal.

## Algunas palabras
| Barí    | Castellano |
| intok   | uno        |
| insami  | dos        |
| tẽtahko | tres       |
| dary    | hombre     |
| biory   | mujer      |
| ruraba  | perro      |
| ña      | sol        |
| chibai  | luna       |
| xima    | agua       |
| ixtan   | tierra     |
| bowara  | montaña    |
| kona    | rocío      |

## Fonología

### Segmentos vocálicos
En el idioma Bari se han identificado doce fonemas vocálicos distribuidos en dos sistemas: orales y nasales, en los cuales se produce los mismos grados de abertura y oposición de los labios y la lengua:
| Vocales  | Anteriores | Centrales | Posteriores |
| Cerradas | i ĩ        | ɨ ɨ̃       | u ũ         |
| Medias   | e ẽ        |           | o õ         |
| Abiertas |            | a ã       |             |

Por otra parte, sobresale la realización media de las vocales bajas (oral, nasal) precediendo a la semivocal y posterior en contacto con la consonante velar sorda, como se  aprecia en la tabla.

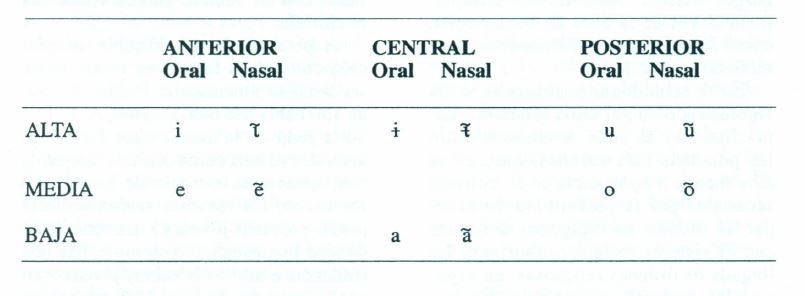
Vocales de la engua Bari

### Segmentos consonánticos
Actualmente se tienen identificados diez fonemas clasificados en función de su articulación así:
|                   |                   | Bilabial | Alveolar | Palatal | Velar | Glottal |
| ----------------- | ----------------- | -------- | -------- | ------- | ----- | ------- |
| Oclusivas         | sordas            |          | t        |         | k     |         |
| Oclusivas         | sonoras           | b        | d        |         |       |         |
| Fricativas        | Fricativas        |          | s        |         |       | h       |
| Nasales           | Nasales           | m        | n        | ɲ       |       |         |
| Vibrante múltiple | Vibrante múltiple |          | r        |         |       |         |

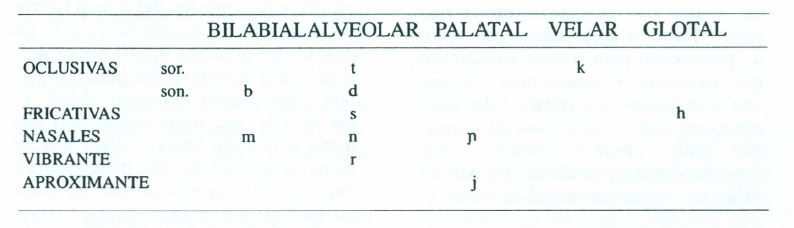
Consonantes del Bari

Son numerosas las realizaciones alofónicas, es el caso de la nasal-palatal que se produce de manera fricativa en posición inicial y para vocales altas y las consonantes alveolares.

### Prosodia

#### Acento
En el idioma Bari no tiene función distinta que demarcar las palabras en la cadena sintagmática, hallándose en la última sílaba de la palabra a excepción cuando ésta lleva un morfema {-na} como sufijo, circunstancia en el cual el acento se desplaza a la penúltima sílaba. 
Algunos ejemplos: 
dâku ´olla´           dâkuna ´olla´
bio´bâî ´esposa´  bio´bâînâ 'esposa'

#### Tono
Como lengua tonal que es, en el barí el tono cumple una función léxica como rasgo que determina oposiciones léxicas y se estima que puede llegar a cumplir funciones gramaticales. La oposición tonal se establece entre dos niveles: Alto y bajo.
El tono bajo está constituido por una altura regular llamada baja y dos alturas irregulares llamadas baja ascendente y baja descendente las cuales se diferencian de la primera por la pequeña elevación o descenso al final de la pronunciación. El tono Alto por su parte, se constituye por dos alturas regulares llamadas Alta y Media y dos alturas irregulares llamadas Media ascendente y Media descendente que se diferencian de la media por el pequeño ascenso o descenso al final de la pronunciación.
Algunos ejemplos: 

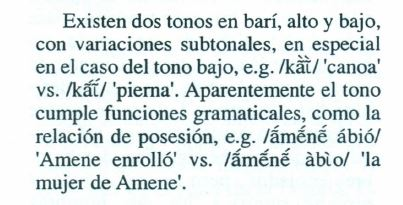
Tonos Lengua Bari

### Morfosintaxis
Las principales clases de palabras son los sustantivos y los verbos. Las demás categorías tales como los adjetivos, las partículas y los adverbios juegan un papel secundario. En cuanto a la Dimensión nominal hay nombres propios como Saabaseeba ´Dios´, Kâsosô, shalaba, entre otros. Sin embargo, por regla general se le adhiere el sufijo bây al verbo para indicar el ejecutor de la acción. ejemplo: chueychuey ´cantar, chueychueybây ´cantante; chidaseysey ´trabajar´chidaseyseybây ´trabajador´. Se adhiere a verbos de percepción para formar sustantivos alusivos a instrumentos: bisyiyi 'ver' bisyiyibây ´televisor´; aananay 'oír' aananaybây ' radio'.
Los sustantivos contables y no contables no son gramaticalmente relevantes en la Lengua Bari, los cuantificadores ikbé ´mucho´y Kobakari ´poco, unos cuantos´ se utilizan sin mayor restricción en diferentes contextos. 
Los números cardinales en Barí se determinan por un Sistema Quinario que emplea el vocablo akdu ishkidâ ´mano entera' para nombrarlos con independencia de los números 1,2 y  3. mencionados en la tabla al inicio. A saber: el cuatro akdu ishkidâ wa úna mano entera sin uno' ; cinco 'akdu ishkidâ'; y para los números del 6 al 10 a akdu ishkidâ se le agregan los nombres de los números 1,2 y 3. Ejemplo: akdu ishkidâ îtomayno  ishkidâ intok wa 'una mano entera más una mano entera sin uno' (nueve). 
El plural por su parte, como en la mayoría de las lenguas que hacen parte de la familia lingüística Chibcha, solo se utiliza cuantificadores para los sustantivos que expresan entidades humanas a los cuales se les otorga la marca de número, expresada por el sufijo ´yi´. Por ejemplo: insaimi atyda arombé ´los hombres enojados' e insaimi atyda yi arombé ´los dos hombres enojados'. 
Los demostrativos en la lengua Bari son tres: irabây 'cercano al hablante; orabây  ´distante del hablante´y orashu ´bastante alejado del hablante´. Estos se relacionan con los correspondientes adverbios irâhâ ´aqui´, arâhâ 'allá' y orâhâshu ´mas allá´.  
Estatus informacional:
Son figuras gramaticales que realzan el papel de un referente como tópico, foco o énfasis en medio del discurso. Se han identificado ´hu´ para tópicos; 'hâ'  para foco; ´mây´ para énfasis; ´hi´ como marcador anafórico. 
Pronombres
La lengua Bari carece de oposición exclusivo/inclusivo pero distingue cambio de sujeto en la tercera persona del plural. 

ejemplos: 

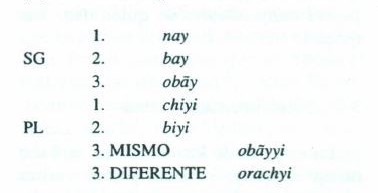
Pronombres en la Lengua Bari